# پارک ملی پاتوین‌سوئو
پارک ملی پاتوین‌سوئو {{فنلاندی|Patvinsuo National Park) یک پارک ملی و منطقه حفاظت‌شده در فنلاند است که در کارلیای شمالی واقع شده‌است.
این پارک در سال ۱۹۸۲ تأسیس شد و ۱۰۵ کیلومتر مربع (۴۱ مایل مربع) را پوشش می‌دهد. ۸۰ کیلومتر (۵۰ مایل) مسیرهای پیاده‌روی مشخص در این منطقه وجود دارد. این پارک دارای خلاش‌های فراوان است. همچنین در این منطقه زمین‌های کشاورزی از نوع بریدن و سوزاندن، و جنگل کهن‌رشد وجود دارد. دریاچه سومویَرْوی در منطقه شمال شرقی پارک قرار دارد.